# Wasserstraßen-Neubauamt Datteln
Das Wasserstraßen-Neubauamt Datteln ist eines von acht Neubau- bzw. Ausbauämtern der Wasserstraßen- und Schifffahrtsverwaltung des Bundes. Es ist der Generaldirektion Wasserstraßen und Schifffahrt untergeordnet.
Das Wasserstraßen-Neubauamt Datteln ist zuständig für den Aus- und Neubau der Wasserstraßen insbesondere im Ruhrgebiet.

## Geschichte
Das Wasserstraßen-Neubauamt Datteln geht zurück auf eine Außenstelle für Bergschäden der damaligen Wasser- und Schifffahrtsdirektion Münster, die diese 1946 nach Schäden, die auf den Steinkohleabbau zurückzuführen waren, in Essen einrichtete. 1948 wurde die Außenstelle für Bergschäden nach Datteln verlegt. Am 1. Juli wurde daraus das Wasserstraßen-Neubauamt Datteln. Im Jahr 2000 wurde das bis 1998 als Wasserstraßen-Maschinenamt Herne, danach als Fachstelle für Maschinenwesen Herne bestehende Amt in Herne mit dem Neubauamt zusammengelegt.